# 美濃郵便局
美濃郵便局（みのゆうびんきょく）
- 岐阜県美濃市にある郵便局。本記事で記述する。
- 島根県益田市にある郵便局。局番号は53250。

美濃郵便局（みのゆうびんきょく）は岐阜県美濃市にある郵便局。民営化前の分類では集配普通郵便局であった。

## 概要
- 住所：〒501-3799 岐阜県美濃市新町87-5

## 沿革
- 1872年4月8日（明治5年3月1日） - 上有知（こうずち）郵便取扱所として開設[1]。
- 1875年（明治8年）1月1日 - 上有知郵便局（五等）となる。
- 1878年（明治11年）8月1日 - 為替取扱を開始。
- 1879年（明治12年） - 貯金取扱を開始。
- 1892年（明治25年）3月16日 - 上有知郵便電信局となる。
- 1903年（明治36年）4月1日 - 通信官署官制の施行に伴い上有知郵便局となる。
- 1911年（明治44年）4月11日 - 美濃郵便局に改称。
- 1952年（昭和27年）2月1日 - 電気通信業務を、新設の美濃電報電話局に移管[2]。
- 1955年（昭和30年）8月16日 - 下牧郵便局から集配業務を移管[3]。
- 1956年（昭和31年）9月1日 - 電話通話および和文電報受付事務の取扱を開始。
- 1956年（昭和31年）10月 - 局舎新築落成。
- 1957年（昭和32年）11月5日 - 特定郵便局から普通郵便局に局種別改定。
- 1966年（昭和41年）1月15日 - 電話通話および和文電報受付事務を廃止。
- 1972年（昭和47年）3月27日 - 美濃市加治屋町から、同市下長之瀬に局舎を新築、移転。
- 1972年（昭和47年）5月1日 - 電話通話および和文電報受付事務の取扱を再開。
- 1999年（平成11年） - 外国通貨の両替および旅行小切手の売買に関する業務取扱を開始。
- 2007年（平成19年）10月1日 - 民営化に伴い、併設された郵便事業美濃支店に一部業務を移管。
- 2012年（平成24年）10月1日 - 日本郵便株式会社発足に伴い、郵便事業美濃支店を美濃郵便局に統合。

## 取扱内容
- 郵便、印紙、ゆうパック、内容証明
- 貯金、為替、振替、振込、国際送金、国債、投資信託
- 生命保険、バイク自賠責保険、自動車保険
- ゆうちょ銀行ATM
- 「501-37xx」区域（美濃市の全域）の集配業務
- ゆうゆう窓口

## 周辺
- 美濃市役所
- 旧名鉄美濃町線 美濃駅 - 旧駅舎が残り、車輌が保存されている。
- 美濃市美濃町伝統的建造物群保存地区（うだつの上がる町並み）
- 長良川

## アクセス
- 長良川鉄道越美南線 美濃市駅から北西に約1.2km、徒歩で約13分。
- 岐阜バス・わっちも乗ろCar（コミュニティバス）「 美濃市役所前」停留所下車。
- 東海北陸自動車道 美濃ICから北へ約2km。
- 国道156号沿い
- 駐車場あり：13台